# L'Infant François de Paule
El infante Francisco de Paula
L'Infant François de Paule (en espagnol : Francisco de Paula Antonio de Borbón y Borbón-Parma, infante de España), est une peinture à l'huile réalisée par Francisco de Goya en 1800 comme esquisse préparant la réalisation de La Famille de Charles IV et représentant François de Paule de Bourbon.

## Contexte de l'œuvre
Cette esquisse est l'une des dix études au naturel peintes par Goya dans le Palais royal d'Aranjuez en été 1800. D'après le souhait de Marie-Louise de Bourbon-Parme, le peintre a fait le portrait séparément de chaque membre de la famille royale afin que tout le monde n'ait pas à poser de longues heures en même temps.
Le portrait représente l'infant François de Paule de Bourbon, fils de Charles IV d'Espagne et de Marie-Louise de Bourbon-Parme, bien qu'une rumeur populaire prétendait qu'il était le fils de celle-ci et de Manuel Godoy, premier ministre et favori de la reine.

## Provenance
Il provient des collections royales et a été localisé au palais royal de Madrid en 1814. Il est intégré au Musée du Prado avant 1834, étant donné qu'il figure dans l'inventaire du Musée royal cette année-là. Il est cité pour la première fois dans le catalogue officiel du musée du Prado en 1872.

## Analyse
Toutes les esquisses ont comme caractéristique principale une couche de fixateur de fonds rouge et des traits du visage construits en un seul ton, de même que les masses principales. Une fois définis les plans et les proportions, des nuances de couleurs sont ajoutées.
Il s'agit du tableau le plus achevé de la série. Il possède un attrait spécial pour la personnalité de l'enfant, représenté plus grand qu'un buste, et portant le ruban et la croix de l'Ordre de Charles III d'Espagne ,.